# 22-я воздушная армия (СССР)
22-я воздушная армия (22-я ВА) — оперативное объединение авиации Военно-Воздушных сил СССР, предназначенное для совместных действий с другими видами вооружённых сил и родами войск (сил) вооружённых сил СССР Северного военного округа.

## История создания
Сформирована в феврале 1952 года как 22-я воздушная армия на базе входивших в ВВС Северного военного округа авиационных частей и соединений. Располагалась на аэродромах Карело-Финской ССР (с 1956 — Карельская АССР) и Мурманской области.

## Наименования
- 22-я воздушная армия

## Расформирование
Расформирована в августе 1960 года, авиационные части и соединения переданы в ВВС Приволжско-Уральского военного округа.

## Состав
- 16-я гвардейская истребительная авиационная дивизия (Петрозаводск)
  - 19-й гвардейский истребительный авиационный полк (Петрозаводск)
  - 20-й гвардейский истребительный авиационный полк (Петрозаводск)
  - 773-й истребительный авиационный полк (аэродром Деревянное)
- 26-я истребительная авиационная дивизия (Бесовец)
  - 641-й гвардейский истребительный авиационный полк (МиГ-15)
  - 722-й истребительный авиационный полк
  - 772-й истребительный авиационный полк
- 107-я истребительная авиационная дивизия (Североморск-2)
  - 516-й истребительный авиационный полк (1951) (Североморск-2)
  - 524-й истребительный авиационный полк (1951) (Североморск-3)
  - 614-й истребительный авиационный полк (Североморск-3)
- 336-я истребительная авиационная дивизия (Подужемье)
  - 265-й истребительный авиационный полк (Подужемье)
  - 431-й истребительный авиационный полк (Африканда)
  - 483-й истребительный авиационный полк (Подужемье)
- 184-я бомбардировочная авиационная дивизия (Африканда)
  - 95-й бомбардировочный авиационный полк (Мончегорск) (Ил-28)
- 136-я штурмовая авиационная дивизия (Петрозаводск)
  - 210-й штурмовой авиационный полк (Ил-10)
  - 715-й штурмовой авиационный полк (Ил-10)
  - 989-й штурмовой авиационный полк (Ил-10)
- 98-й отдельный гвардейский разведывательный авиационный полк (Мончегорск)

### Изменения в составе армии в 1953 году
В марте 1953 года в состав ВВС Северного флота переданы:
- 107-я истребительная авиационная дивизия (Североморск-2)
  - 516-й истребительный авиационный полк (1951) (Североморск-2)
  - 524-й истребительный авиационный полк (1951) (Североморск-3)
  - 614-й истребительный авиационный полк (Североморск-3)

В марте 1953 года взамен переданной в состав ВВС Северного флота дивизии прибыла 216-я истребительная авиационная дивизия. Части дивизии разместились на аэродромах Архангельской области. Также из 45-й воздушной армии прибыла 186-я штурмовая Амурская авиационная дивизия.
В сентябре 1953 года из Кореи прибыл 64-й истребительный авиационный корпус.
В октябре 1953 года 16-я гвардейская истребительная авиационная дивизия перебазировалась в состав 16-й воздушной армии Группы советских войск в Германии.

## Боевой состав армии в 1954 году
- 64-й истребительный авиационный корпус (Петрозаводск)
  - 26-я истребительная авиационная дивизия (Бесовец)
  - 641-й гвардейский истребительный авиационный полк (МиГ-15)
  - 722-й истребительный авиационный полк
  - 772-й истребительный авиационный полк
  - 216-я Гомельская истребительная авиационная дивизия ПВО (Архангельск)
    - 518-й истребительный авиационный полк
    - 676-й истребительный авиационный полк
    - 878-й истребительный авиационный полк

  - 336-я истребительная авиационная дивизия (Подужемье)
    - 265-й истребительный авиационный полк (Подужемье)
    - 431-й истребительный авиационный полк (Африканда)
    - 483-й истребительный авиационный полк
- 184-я бомбардировочная авиационная дивизия (Африканда)
- 136-я штурмовая авиационная дивизия (Петрозаводск)
- 186-я штурмовая авиационная дивизия (Шонгуй)
  - 76-й штурмовой авиационный полк (Ил-10)
  - 139-й штурмовой авиационный полк (Ил-10)
  - 849-й штурмовой авиационный полк (Ил-10)
- 98-й отдельный гвардейский разведывательный авиационный полк (Мончегорск)

Изменения в составе:
- 136-я штурмовая авиационная дивизия (Петрозаводск) расформирована в 1955 году.
- в мае 1955 года на замену из 16-й воздушной армии Группы советских войск в Германии прибыла 113-я истребительная авиационная дивизия с базированием на аэродроме Мурманск.
- в 1956 году 64-й истребительный авиационный корпус расформирован
- в 1956 году 186-я штурмовая авиационная дивизия убыла в состав ВВС Беломорского военного округа

## Боевой состав армии в 1957 году
- 26-я истребительная авиационная дивизия (Бесовец)
  - 641-й гвардейский истребительный авиационный полк (МиГ-15)
  - 722-й истребительный авиационный полк
  - 772-й истребительный авиационный полк (до 1960 г.)
  - 265-й истребительный авиационный полк (Подужемье) (с 1960 г.)
- 216-я Гомельская истребительная авиационная дивизия ПВО (Архангельск)
  - 518-й истребительный авиационный полк (Васьково, с 1964 г. — Талаги)
  - 878-й истребительный авиационный полк (Талаги)
- 113-я истребительная авиационная дивизия (Мурманск)
  - 265-й истребительный авиационный полк (Подужемье) (до 1960 г.)
- 336-я истребительная авиационная дивизия (Подужемье)
  - 431-й истребительный авиационный полк (Африканда)
  - 483-й истребительный авиационный полк (Африканда)
- 184-я бомбардировочная авиационная дивизия (Африканда)
- 98-й отдельный гвардейский разведывательный авиационный полк (Мончегорск)

## Дислокация
С февраля 1952 года по август 1960 года штаб 22-й воздушной амии дислоцировался в городе Петрозаводск.

## Подчинение
| Объединение            | Период                               |
| ---------------------- | ------------------------------------ |
| Северный военный округ | февраль 1952 года — август 1960 года |

## Командующие армией
| Звание                    | Командующий                  | Период нахождения в должности      |
| ------------------------- | ---------------------------- | ---------------------------------- |
| Генерал-лейтенант авиации | Изотов Владимир Иванович     | февраль 1952 года — июнь 1954 года |
| Генерал-лейтенант авиации | Чупиков Павел Фёдорович      | июнь 1954 года — март 1959 года    |
| Генерал-майор авиации     | Цедрик Константин Тереньевич | март 1959 года — август 1960 года  |

## Боевые действия
- армия участия в боевых действиях не принимала